# Rock Me Baby (album)
Rock Me Baby je druhé studiové album amerického zpěváka Davida Cassidyho. Vydalo jej v roce 1972 hudební vydavatelství Bell Records. Jeho producentem byl Wes Farrell, který rovněž spolu s Mikem Melvoinem a Johnem Bahlerem vytvořil aranžmá písní. Album obsahuje několik coververzí, stejně jako nových písní, na nichž se autorsky podílel jak Cassidy, tak i například Adam Miller, který přispěl i na jeho předchozí desku Cherish.

## Seznam skladeb
1. Rock Me Baby (Johnny Cymbal, Peggy Clinger) – 3:31
2. Lonely Too Long (Eddie Brigati, Felix Cavaliere) – 3:24
3. Two Time Loser (David Cassidy) – 3:18
4. Warm My Soul (Joerey Ortiz) – 3:00
5. Some Kind of a Summer (Kim Carnes, Cassidy, Dave Ellingson) – 3:42
6. (Oh No) No Way (Peggy Clinger, Johnny Cymbal, Wes Farrell) – 2:38
7. Song for a Rainy Day (Kim Carnes, Cassidy) – 4:05
8. Soft as a Summer Shower (Adam Miller) – 3:24
9. Go Now (Larry Banks, Milton Bennett) – 3:08
10. How Can I Be Sure (Eddie Brigati, Felix Cavaliere) – 3:10
11. Song of Love (Adam Miller) – 3:34

## Obsazení
- David Cassidy – zpěv, kytara, perkuse, klávesy
- Hal Blaine – bicí
- Jim Gordon – bicí
- Gary Coleman – perkuse
- Alan Estes – perkuse
- Gene Estes – perkuse
- Max Bennett – basa
- Joe Osborn – basa
- Mike Melvoin – klávesy
- Larry Carlton – kytara
- Dean Parks – kytara
- Louie Shelton – kytara
- Kim Carnes – zpěv
- Dave Ellingson – zpěv
- Gwen Johnson – zpěv
- Marnell McCall – zpěv
- Lisa Roberts – zpěv
- Sally Stevens – zpěv
- Danny Timmes – zpěv
- Jackie Ward – zpěv
- Lorna Willard – zpěv
- Carl Fortina – akordeon
- Chuck Findley – trubka
- Ollie Mitchell – trubka
- Slyde Hyde – pozoun
- Bob Hardaway – dřevěné nástroje
- Jim Horn – dřevěné nástroje
- Tom Scott – dřevěné nástroje